# Nhân Văn (báo)
Nhân Văn là một tạp chí bán nguyệt san văn học xuất bản tại Hà Nội dưới thời Việt Nam Dân chủ Cộng hòa. Chủ nhiệm báo là Phan Khôi, tổng thư ký là Trần Duy.
Số Nhân Văn đầu tiên được xuất bản vào ngày 15 Tháng Chín, 1956, trong đó có nhiều bài viết chỉ trích đường lối của Đảng Cộng sản Việt Nam (bấy giờ có tên Đảng Lao động), nhất là về khía cạnh tư tưởng và sáng tác văn nghệ, đòi hỏi văn nghệ phải độc lập với chính trị. Ngoài ra có một số bài như "Mua hàng mậu dịch" của Thanh Châu tả sự bất công và nạn quan liêu.
Báo Nhân văn số 6 (ngày 30 tháng 11, 1956) có bài viết kích động người dân xuống đường biểu tình. Song Đảng viên, công nhân nhà in Xuân Thu (nơi tin báo Nhân văn) đã phát hiện ra và thông báo với chính quyền để xử lý.
Nhân Văn bị buộc đình bản và báo đóng cửa hẳn. Nhân sự của báo Nhân Văn phải đi học cải huấn chính trị, một số bị bắt giữ. Đến 6 Tháng Giêng năm 1958 Bộ Chính trị Đảng Cộng sản Việt Nam ra nghị quyết, trong đó nhận định "khuynh hướng phá hoại của nhóm Nhân Văn" đã "biểu hiện lệch lạc về chính trị, tư tưởng và sinh hoạt", trong đó có "quan điểm nghệ thuật sai lầm chịu ảnh hưởng tư tưởng tư sản".